# Hygrophila limnophiloides
Hygrophila limnophiloides är en akantusväxtart som först beskrevs av Spencer Le Marchant Moore, och fick sitt nu gällande namn av Hermann Heino Heine. Hygrophila limnophiloides ingår i släktet Hygrophila och familjen akantusväxter. Inga underarter finns listade i Catalogue of Life.